# Apeadeiro de Valdera

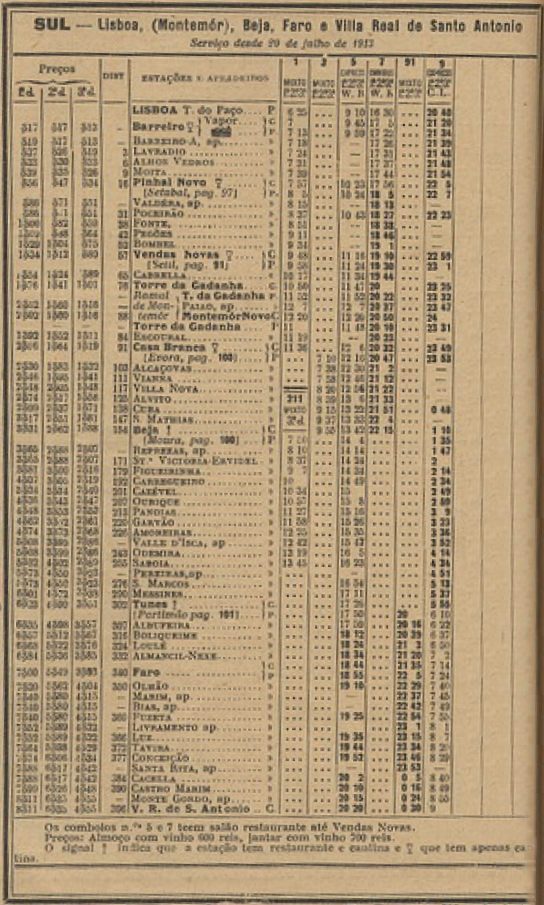
Horários de 1913, incluindo o apeadeiro de Valdera

O Apeadeiro de Valdera, igualmente conhecido como Valdeira, é uma gare encerrada da Linha do Alentejo, que servia a localidade de Valdera, no município de Palmela, em Portugal.

## História
Este apeadeiro encontra-se no troço entre o Barreiro e Bombel da Linha do Alentejo, que entrou ao serviço em 15 de Junho de 1857. No entanto, a abertura desta interface só se deu em 15 de Agosto de 1905, tendo recebido desde logo a categoria de apeadeiro, sendo só servido por comboios de passageiros, nos regimes de grande e pequena velocidades.